# Proefmeester
De proefmeester was de persoon bij een gilde die diegene beoordeelde die lid wilde worden van het gilde en de kwaliteit beoordeelde van de producten die bij toetreding tot het gilde worden voorgelegd.
Nieuwe gildenleden dienden een meesterproef in te leveren waaruit de bekwaamheid van de betrokkene bleek. Bij eerder ingeschreven gildenleden controleerde de proefmeester de handhaving van de binnen het gilde overeengekomen kwaliteit.
Over het aantal proefmeesters en hun precieze functie is niet veel bekend. Wel is bekend dat sommige gilden konden beschikken over meerdere proefmeesters.
Een vergelijkbare functienaam was waardijn.